# Aulacodes fuscicostalis
Aulacodes fuscicostalis là một loài bướm đêm trong họ Crambidae.